# Хасанов, Каххор Гафурович
Каххор Гафурович Хасанов (15 июля 1927 — 31 января 2018) — политический и государственный деятель Таджикистана.

## Биография
Родился 15 июля 1927 года в Канибадаме в семье служащего, женат, 5 детей, 12 внуков и 12 правнуков.
С 15-летнего возраста работал сначала грузчиком, потом весовщиком и товароведом на хлопкоочистительном заводе.
Участник Парада физкультурников 1947 г.
С 1947 года на комсомольской, советской, партийной и государственной работе.
- 1947—1950 — методист, завотделом и первый секретарь городского комитета ЛКСМ Канибадама
- 1950—1951 — заместитель председателя Канибадамского райисполкома
- 1951 — зав. орготделом Канибадамского горкома партии
- 1951—1954 — первый секретарь Ленинабадского обкома комсомола
- 1954—1957 — учёба в Высшей партийной школе ЦК КПСС в Москве
- 1957—1960 — 1-й секретарь ЦК ЛКСМ Таджикистана
- 1960−1965 — первый секретарь Ленинабадского горкома партии.
- 1966—1985 — председатель Госкомитета Таджикской ССР по профтехобразованию
- 1986—1988 — заведующий 10-м отделом Совета Министров Таджикской ССР.
- С 1999 года возглавлял Совет ветеранов города Канибадама.[1]

С 1988 г. персональный пенсионер. После выхода на пенсию жил в Канибадаме.
Награждён двумя орденами Трудового Красного Знамени, тремя орденами «Знак Почета», орденом Дружбы народов, медалями: «За доблестный труд в период ВОВ 1941—1945 г.г.» и «Ветеран труда».
Депутат Верховного Совета СССР 5-го созыва, Верховного Совета Таджикской ССР 5-11-го созывов.
Умер 31 января 2018 года после непродолжительной болезни.